# Merzweiler
Merzweiler település Németországban, Rajna-vidék-Pfalz tartományban. Lakosainak száma 152 fő (2023. december 31.).

## Népesség
A település népességének változása:
| Lakosok száma | 200  | 168  | 165  | 155  | 154  | 152  |
|               | 1975 | 2017 | 2019 | 2021 | 2022 | 2023 |